# À tout de suite
Pour plus de détails, voir Fiche technique et Distribution.
À tout de suite est un film français de Benoît Jacquot, sorti en 2004

## Synopsis
En 1975, une femme de 19 ans, de la bourgeoisie parisienne, tombe amoureuse d'un voyou qui appartient au Gang des postiches. Ce dernier, après un braquage avec prise d'otages qui tourne mal, doit s'enfuir. Elle le suit en cavale à travers l'Europe et l'Afrique durant deux ans, poursuivis par Interpol.

## Fiche technique
- Titre original : À tout de suite
- Réalisation : Benoît Jacquot, assisté d'Antoine Santana
- Scénario : Benoît Jacquot, d'après le récit autobiographique reçu d'Élisabeth Fanger, qui l'a publié ultérieurement sous le titre J'avais dix-huit ans.
- Montage : Luc Barnier
- Photographie : Caroline Champetier
- Pays :  France
- Format : noir et blanc
- Genre : drame
- Durée : 95 minutes
- Date de sortie : France : 26 mai 2004

## Distribution
- Isild Le Besco : Lili (Élisabeth Fanger)
- Ouassini Embarek : Bada (Sid Mohamed Badaoui)
- Nicolas Duvauchelle : Alain
- Laurence Cordier : Joelle
- Odile Vuillemin
- Emmanuelle Bercot : Laurence
- Loïc Pichon
- Antoine Platteau

## Anecdote
Le rôle tenu par Isild Le Besco est celui d'Élisabeth Fanger qui a participé à l'émission Secret Story 3